# George Weah
George Manneh Weah, född 1 oktober 1966 i Monrovia, Liberia, var Liberias president mellan 22 januari 2018 och 22 januari 2024.
Weah är även en före detta fotbollsspelare (anfallare). 1995 tilldelades han Ballon d'Or, utmärkelsen till Europas bäste fotbollsspelare.
Den 26 december 2017 vann Weah presidentvalet i Liberia och tillträdde den 22 januari 2018 ämbetet som Liberias president. Han var presidentkandidat även i valet i Liberia 2005. Han är far till George Weah Jr, som bland annat spelat i AC Milans ungdomslag, och till Timothy Weah, som tidigare har spelat för Paris Saint-Germain FC och numera spelar för det italienska fotbollslaget Juventus FC.

## Fotbollskarriär
George Weah blev proffs i Europa 1988 då Arsène Wenger, dåvarande managern i AS Monaco, köpte över honom för den låga summan £12 000 från det kamerunska laget Tonnerre Yaoundé, som då hade vunnit ligan. Under senare delen av 1990-talet var Weah storstjärna i AC Milan. Den mycket tekniske och vindsnabbe Weah valdes, som förste afrikan, 1995 till Europas bäste fotbollsspelare (Ballon d'Or, Guldbollen), även om portugisen Eusébio, som föddes i Moçambique i dåvarande Portugisiska Östafrika, erhöll priset redan 1965.

## Karriär som politiker
George Weah var en av kandidaterna i presidentvalet i Liberia 2005, men förlorade till Ellen Johnson Sirleaf. I första valomgången i presidentvalet 2005 kom Johnson-Sirleaf tvåa med 175 520 vilket förde henne vidare till en andra omgång den 8 november mot George Weah. Den 11 november, när 97% av rösterna räknats, förklarade Liberias valkommission att Johnson Sirleaf var vald till att bli ny president. Weah krävde först att Liberias högsta domstol skulle avbryta rösträkningen, men accepterade sedan valresultatet.
Weah ställde även upp som kandidat i Liberias presidentval 2017 med den dåvarande vicepresidenten Joseph Boakai som motståndare. Weah vann sedan valet den 26 december 2017 och tillträdde som Liberias president den 22 januari 2018.

## Meriter
- Kamerunsk mästare 1988 (med Tonnerre Yaoundé)
- Fransk mästare 1994 (med Paris Saint-Germain)
- Franska cupen 1991 (med Monaco), 1993 och 1995 (med Paris Saint-Germain)
- Italiensk mästare 1996 och 1999 (med AC Milan)
- FA-cupen 2000 (med Chelsea)
- Landslagsspelare (Liberia)